# Meguin Mineraloelwerke
Die Meguin GmbH & Co. KG Mineraloelwerke ist ein Hersteller von Schmierstoffen. Das Unternehmen produziert ausschließlich in Deutschland. Unternehmenssitz ist Saarlouis.

## Geschichte

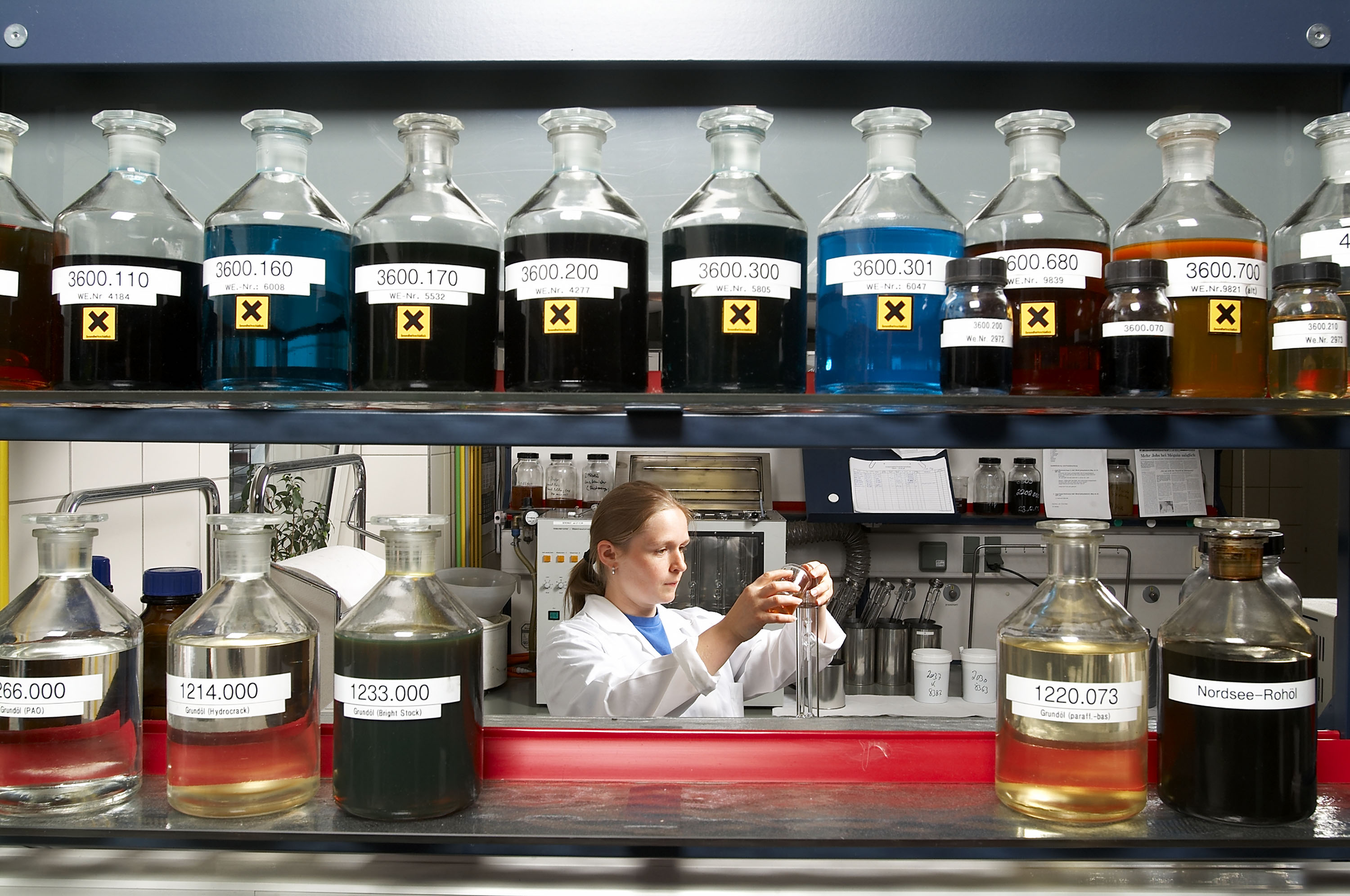
Forschung und Entwicklung im Labor

Gegründet wurde Meguin im Jahr 1847 von Gustav Meguin. Er stellte zunächst Harz und Peche her. Es folgten Huffette, Leinöle und Wagenschmiermittel. Das Unternehmen firmierte als G. Meguin. Sitz war Fraulautern, 1866 wurde eine Zweigniederlassung in Mannheim in das Handelsregister eingetragen.
Im Jahr 1873 wurde vor dem Hintergrund der insgesamt geringen Produktion von Harzöl in Deutschland für Meguin eine Produktion von jährlich 15.000 Zentnern Harzöl zum Maschinen schmieren bei gleichzeitiger Gewinnung von Pinolin, Pech und anderer Produkte verzeichnet.
1890 wurde das Produktprogramm um Mineralöle, technische Schmierstoffe für die Stahlindustrie und Fette für die einsetzende Motorisierung erweitert. 1891 erfolgte die Gründung einer offenen Handelsgesellschaft mit Sitz in Fraulautern und Franz sowie Gustav Meguin (Sohn) als Gesellschaftern. 1893 schied Gustav Meguin aus der Gesellschaft aus. 1898 ging die Gesellschaft nach dem Tod von Gustav Meguin (Sohn) an dessen drei Töchter unter Vormundschaft von deren Mutte Ella Meguin über. Der Gründer Gustav Meguin senior wurde erneut operativ tätig und versuchte einen kaufmännischen Leiter zu finden. Im November 1908 erfolgte die Neueintragung von G. Meguin, Gesellschaft mit beschränkter Haftung im Handelsregister des Amtsgerichts Saarlouis, in Form der Umwandlung der bisherigen offenen Handelsgesellschaft. Die neue Gesellschaft war im März des Jahres gegründet worden. Als Geschäftsführer wurden Eduard Klein und Franz Meguin genannt. Klein schied Mitte 1910 als Geschäftsführer aus, kurz darauf wird Franz Rauch als Geschäftsführer genannt. Ende 1913 erfolgte eine Namensänderung zu Oelwerke G. Meguin G. m. b. H. und die Geschäftsführung wechselte von Rauch zu Willy Burkhardt. 1914 wird der Geschäftsbetrieb als Harzproduktenfabrik, Dampfölraffinerie und Fettfabrik charakterisiert, die mediziniſche, Speise- und ätherische Öle, medizinische, Speise- und kosmetiſche Fette herstellte. Burkhardt schied 1916 als Geschäftsführer aus. Franz Meguin starb im August 1918 und wurde zu diesem Zeitpunkt als Direktor sowohl der Oelwerke G. Meguin als auch der Dillinger Fabrik gelochte Bleche Franz Meguin bezeichnet. Die Geschäftsführung der Oelwerke übernahmen der Betriebsleiter Eduard Thomann und der Kaufmann Michael Baston. Nach dem Ersten Weltkrieg wurden auch Lacke und ähnliche Produkte für das Lackierergewerbe angeboten. 1936 formierte das Unternehmen als Öl- und Lackwerke G. Meguin G. m. b. H.
Nach dem Zweiten Weltkrieg stellten Mineralöle und Fette für die Montanindustrie einen wichtigen Produktzweig dar. Nach mehreren Namenswechseln firmierte das Unternehmen von 1990 an als Meguin GmbH.
2006 erwarb der Ulmer Additivhersteller Liqui Moly das Unternehmen und Ernst Prost übernahm die Leitung von Meguin. 2011 erfolgte die Grundsteinlegung für ein Tanklager mit einem Fassungsvermögen von 18 Mio. Litern im Hafen Saarlouis/Dillingen und 2014 bis 2017 Investitionen in neue Laborräume, Erdtanks und ein zentrales Rezepturtanklager mit Matrixverteilung, Abfüllanlagen für Kanister und Fässer, die Installation von Packrobotern sowie ein systemunterstütztes Etikettenlager. Heute versorgt Meguin als Produktionsunternehmen eine ganze Reihe namhafter Unternehmen der Mineralölbranche, des Mineralölhandels und der Industrie.
Seit der Übernahme der Liqui-Moly-Gruppe durch die Würth-Gruppe sind Liqui Moly und Meguin Teile dieses Konzerns.

## Produkte

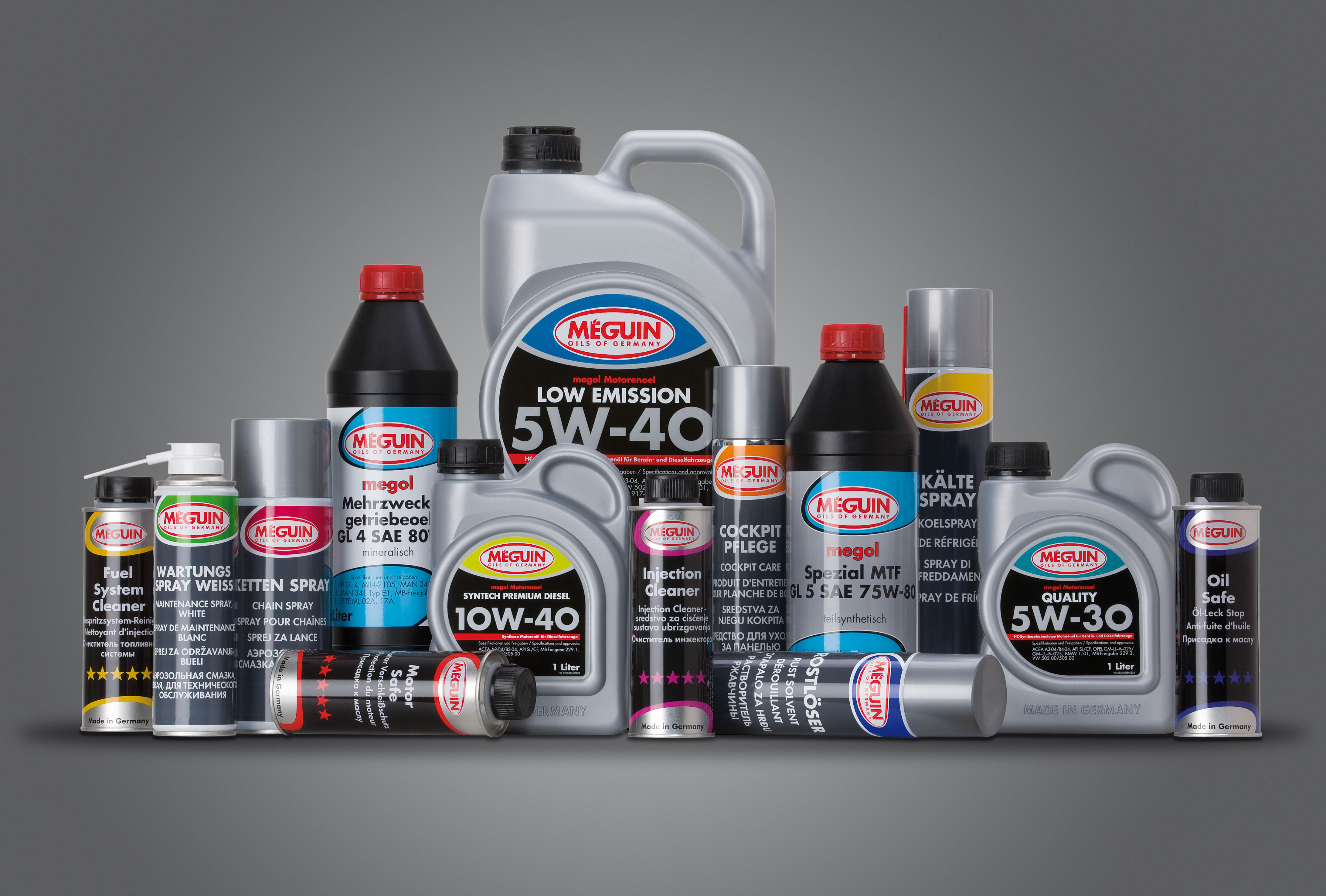
Produktsortiment Meguin

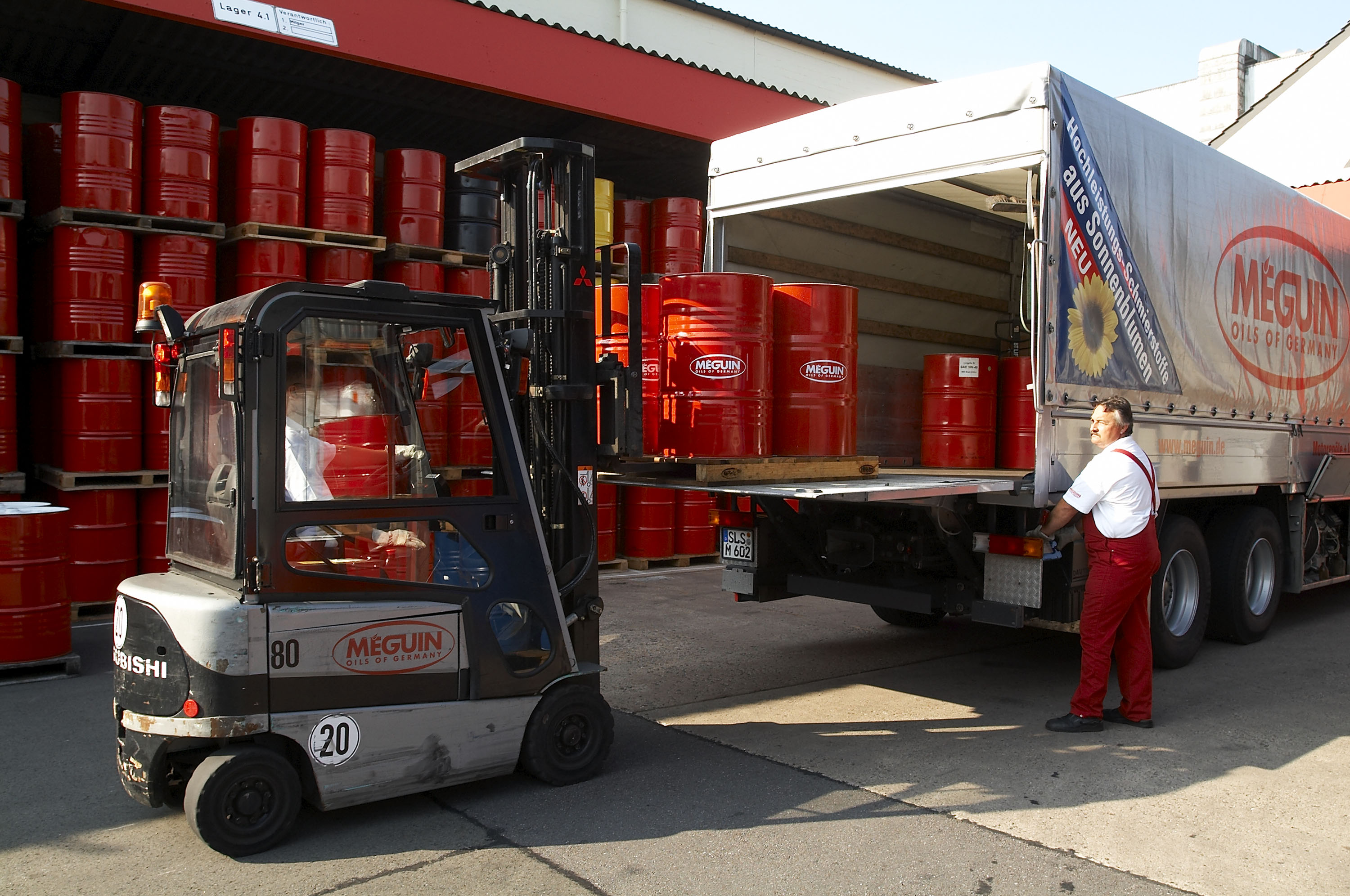
Verladung von Ölfässern

Das Produktsortiment der Meguin umfasst hauptsächlich Motoröle. Außerdem produziert das Unternehmen Getriebeöle, Hydrauliköle/Automatikgetriebeöle und Industrieschmierstoffe für spezifische Anwendungen (z. B. Gasmotorenöle, Öle für Landmaschinen, Turbinen u. a.).